# Tupanciretã
Tupanciretã là một đô thị thuộc bang Rio Grande do Sul, Brasil. Đô thị này có diện tích 2251,863 km², dân số năm 2007 là 22556 người, mật độ 10,02 người/km².